# مارکوس استیگمن
مارکوس استیگمن (انگلیسی: Marcus Steegmann؛ زادهٔ ۴ فوریهٔ ۱۹۸۲) بازیکن فوتبال اهل آلمان است.
از باشگاه‌هایی که در آن بازی کرده‌است می‌توان به باشگاه فوتبال وی‌اف‌آر آلن، باشگاه فوتبال کلن، باشگاه فوتبال هامبورگ، باشگاه فوتبال بروسیا دورتموند، و باشگاه فوتبال دارمشتات ۹۸ اشاره کرد.